# Margarete Haller
Margarete Haller, Pseudonym von Margarethe Deinert, geborene Margarethe Deinet, (* 1. August 1893 in Hamburg; † 22. Juli 1995 in Rahlstedt) war eine deutsche Kinder- und Jugendbuchautorin. Sie schrieb unter anderem die fünf Bände über Gisel und Ursel.

## Leben
Margarete Haller war eine Tochter des Hamburger Kaufmanns Friedrich Carl Ludwig Deinet und seiner Frau Alwine Deinet geb. Werckenthien. Ihre ältere Schwester Else Deinet (1890–1986) wurde später Lehrerin und veröffentlichte unter dem Namen Else Fröhlich Kinderbücher. 
Nachdem Haller ihre Schulausbildung abgeschlossen hatte, begann sie 1913 ehrenamtlich zu arbeiten: Sie übertrug etwa 100 wissenschaftliche Werke in Blindenschrift. Durch die Inflation nach dem Ersten Weltkrieg verlor sie ihr Vermögen und musste einen Beruf ergreifen: Sie betrieb ab 1920 eine Buchhandlung in der Wandsbeker Chaussee 97 in Hamburg. Ihr Bruder war ebenfalls Buchhändler und hatte sein Geschäft auf der Mundsburg, ihre Schwester führte eine weitere Buchhandlung in der Wandsbeker Marktstraße. 1943 fielen alle drei Geschäfte der Geschwister Deinert einem Bombenangriff zum Opfer. Margarethe Deinert wurde kurzfristig in Fuhlsbüttel inhaftiert, nachdem sie geäußert hatte, der Krieg sei verloren und müsse beendet werden.
Später betrieb Margarethe Deinert die Buchhandlung „Geschw. Deinet“ in der Schweriner Straße in Rahlstedt, die sie 1967 an das Ehepaar Elna und Peter Blänsdorf übergab. Sie lebte zeitweise im Ebersmoorweg 6. Margarethe Deinert wurde in Rahlstedt Kirchenvorsteherin und in der Eilbeker Versöhnungskirche Organistin. Ihren Lebensabend verbrachte sie, zeitweise erblindet, in dem Seniorenheim „Am Hegen“, wo sie auch starb. Margarethe Deinert wurde an ihrem 102. Geburtstag in Rahlstedt beerdigt. 
Mit einer Gesamtauflage von etwa sieben Millionen Büchern wurde sie zu einer erfolgreichen Schriftstellerin. Diese Karriere – unter dem Pseudonym Margarete bzw. M. Haller –  begann im Jahr 1931, nachdem ein Mitarbeiter sie ermutigt hatte, eine Geschichte an den Franz Schneider Verlag zu schicken. 
Margarete Hallers Bücher für Acht- bis Vierzehnjährige waren lebensnah und unsentimental. Bekannt wurden unter anderem die Erzählungen über die eineiigen Zwillinge Gisel und Ursel, die schon vor dem Zweiten Weltkrieg veröffentlicht wurden und, umgearbeitet, in der Nachkriegszeit weiter aufgelegt wurden. Fast alle Bücher Hallers erschienen im Franz Schneider Verlag.

## Werke
- Erika, mit Illustrationen von Lotte Oldenburg-Wittig, Franz Schneider Verlag, Leipzig 1931
- Erika und Anneliese, Leipzig 1932
- Gisel und Ursel, Leipzig 1932
- Die Mädel von Oberhofen, Leipzig 1933
- Gisel und Ursel, die beiden Glücksmädel, Leipzig 1933
- Bravo, Trude!, Reutlingen 1934
- Vier Mädel fahren an den Rhein, Leipzig 1934
- Erikas Reise, Leipzig 1935
- Gretel und die Quinta, Leipzig [u. a.] 1935
- Liselotte, Leipzig [u. a.] 1935
- Ilse und der Wettbewerb, Berlin [u. a.] 1936
- Lotte und der Bund der Vier, Berlin [u. a.] 1936
- Christas neue Heimat, Berlin [u. a.] 1937
- Doris, Berlin [u. a.] 1937
- Gisel und Ursel, die beiden Sportsmädel, Berlin [u. a.] 1938
- Helga und ihre Freundinnen, Berlin [u. a.] 1938
- Gisel und Ursel auf Fahrt, Berlin [u. a.] 1940
- Marias große Reise, Berlin [u. a.] 1940
- Gisel und Ursel am Rhein, Augsburg 1951
- Hilde die Wilde, Augsburg 1951
- Die "Fünfte" hält zusammen, München 1953
- Gretel schießt den Vogel ab, Augsburg 1953
- Hilde und der Fünferbund, Augsburg 1953
- Gisel und Ursel auf eigenen Wegen, München 1955
- Hilde und Heinz, München 1955
- Hilde sorgt für die Tiere, München 1956
- Hilde und Heinz, die beiden Tierfreunde, München 1956
- Die kleine Neli, München 1956
- Trixi und das hilfreiche Kleeblatt, München 1957
- Frohe Tage für Trixi, München 1958
- Gisel und Ursel, die lustigen Zwillinge, München 1958
- Komm wieder, Trixi!, München 1959
- Marianne und ihre neue Freundin, München 1959
- Ute, du bist unmöglich!, München 1960
- Falsch verbunden und doch richtig, München 1962
- Hier sind wir zu Hause, München 1965
- Erika die Tochter des Kapitäns, Franz Schneider Verlag München 1971
- Die Abenteuer der kleinen Kornelia, München [u. a.] 1972
- Heikes Traum geht in Erfüllung, München [u. a.] 1972
- Ulla und Christian, München [u. a.] 1973
- Viel Wirbel um den Kummerkasten, München [u. a.] 1973
- Ich wünsch mir eine Freundin, München [u. a.] 1978